# Batracomorphus hesperides
Batracomorphus hesperides är en insektsart som beskrevs av Knight 1983. Batracomorphus hesperides ingår i släktet Batracomorphus och familjen dvärgstritar. Inga underarter finns listade i Catalogue of Life.